# Janusz Ryszkowski
Janusz Ryszkowski (ur. 30 października 1955 w Opaleniu) – polski poeta i dziennikarz.

## Życiorys
Syn Józefa i Marty z domu Elmanowskiej, mąż Krystyny Błaszczyk-Ryszkowskiej. Absolwent Liceum Ogólnokształcącego im. Brygady Grunwald w Sztumie (1974) i Wydziału Filologii Polskiej Wyższej Szkoły Pedagogicznej w Olsztynie.
W 1975 debiutował jako poeta w „Nowym Wyrazie”. Od 1976 do 1979 należał do Korespondencyjnego Klubu Młodych Pisarzy w Olsztynie. W 1978 przyjęto go do Koła Młodych przy olsztyńskim oddziale Związku Literatów Polskich. W tym samym roku na łamach „Nowych Książek” debiutował jako krytyk literacki. Recenzje zamieszczał także w „Nowym Wyrazie”, „Życiu Literackim”, „Tygodniku Kulturalnym” i „Akcencie”. W 1985 został laureatem Nagrody Poetyckiej im. Kazimiery Iłłakowiczówny za najlepszy poetycki debiut roku za tom Stan podgorączkowy.
Od 1980 nauczał w szkole podstawowej w Gościszewie. W 1982 wstąpił do Elbląskiego Towarzystwa Kulturalnego (zasiadał w jego prezydium). W latach 1984–2009 był dziennikarzem kolejno „Wiadomości Elbląskich”, „Wieczoru Wybrzeża” i „Dziennika Bałtyckiego”. Redaktor kwartalników „Tygiel” (od 1991) i „Prowincja” – poświęconego Powiślu, wydawanego w Sztumie (od 2010). Był pracownikiem Urzędu Miasta i Gminy Sztum ds. informacyjno-prasowych.

## Publikacje
Poezja:
- Wiersze (Klub Literacki Elbląskiego Towarzystwa Kulturalnego, Elbląg 1983) – arkusz poetycki
- Stan podgorączkowy (Wydawnictwo Pojezierze, Olsztyn 1984)
- Prywatne śledztwo, Płatny romans (Elbląskie Towarzystwo Kulturalne, Elbląg 1992)
- Do snu nie przemycisz domowych zapachów (Towarzystwo Miłośników Ziemi Sztumskiej, Sztum 2001)
- Stacja przedostatnia (Towarzystwo Przyjaciół Sopotu, Sopot 2014) – Biblioteka Toposu, t. 101
- Plagi, Ridero 2024, ISBN 978-83-8369-666-3

Inne:
- Requiem dla hrabiego (Towarzystwo Miłośników Ziemi Sztumskiej, Sztum 1997)
- Elbląg literacki. Rzecz o kształtowaniu się środowiska literackiego w Elblągu w latach 1945–1995, Stowarzyszenie Elbląski Klub Autorów, Elbląg 2000, (współautor Ryszard Tomczyk)
- W podróży po ziemi sztumskiej (Powiślańska Organizacja Turystyczna, Sztum 2010)
- Morawscy. Pięć pokoleń i pół (Wydawnictwo Bernardinum, Peplin 2014)
- W Sztumie kulturalnym (1945–1975) (Wydawnictwo Precjoza, Częstochowa-Sztum 2022), (współautor Krystyna Błaszczyk-Ryszkowska)